# Portada/article novembre 22

## Jaume Huguet
Jaume Huguet (Valls, 1412 – Barcelona, 1492) fou un pintor gòtic català. El seu estil és una evolució del gòtic internacional cap a les innovacions incorporades des de la pintura flamenca. La seva formació es va realitzar entre València, Tarragona i Barcelona, si bé no es descarta que pogués haver visitat Sardenya o Nàpols. Va desenvolupar la seva màxima activitat a Barcelona a partir de 1448, on va crear un taller que pràcticament va monopolitzar la realització de retaules a Catalunya durant la segona meitat del segle xv, un cop morts Bernat Martorell i Lluís Dalmau. El seu taller va incorporar els seus deixebles i també membres de la família Vergós. Una part important de la seva obra s'ha perdut en revoltes que han destruït les esglésies que les contenien; el Museu Nacional d'Art de Catalunya té la col·lecció més important d'obres de l'artista, amb unes 25 pintures.